# Regola (personne morale)
Pour les articles homonymes, voir Regola.
La regola est  une institution traditionnelle de la Vénétie qui est surtout répandue dans les vallées alpines des Dolomites. Une regola est une personne morale au travers de laquelle des familles, généralement originaire du lieu où elle a son siège, exercent un droit de propriété indivis et collectif sur des biens fonciers, et les gèrent dans le cadre des statuts de cette forme d'association. Le droit relatif aux « regole » est aujourd'hui encadré par les lois nationales et régionales
La « regola » est avant tout une institution typique de la province de Belluno : il existe aujourd'hui 51 « regole », 50 ont leur siège dans cette province et une dans la province de Vicence.

## Caractéristiques générales
Les « regole » constituent une forme de propriété collective dans laquelle des familles, qui s'identifient en général fortement avec le territoire sur lequel elles vivent, se sont associées, souvent depuis des temps quasi immémoriaux pour partager la gestion d'un bien foncier collectif qui consiste le plus souvent en alpages ou en forêts. Chaque noyau familial constitue un "feu" qui est convié à partager les charges et les produits des biens communs. Ceux-ci constituent un patrimoine incessible, indivisible par voie d'héritage, insaisissable et non transmissible par le biais d'une prescription acquisitive. Les lois régionales modernes ont renforcé les dispositions coutumières en exigeant que les biens des « regole » restent dévolus aux activités agricoles, pastorales ou forestières, et en interdisant de restreindre la surface des biens communs.
La copropriété des biens d'une « regola » était traditionnellement transmise par voie d'héritage en ligne paternelle. aujourd'hui certaines « regole » ont adapté leurs statuts et permettent de transmettre les droits de propriété indépendamment du sexe du testateur.

## Histoire générale

### Sous le Premier Empire français
Le vice-roi Eugène de Beauharnais, auquel Napoléon Ier avait confié le royaume d'Italie, publia le 25 novembre 1806, le décret no 225, dont l'objectif consistait à mettre fin aux formes de propriétés collectives qui existaient sur le territoire qu'il gouvernait. Ce décret dissolvait, en application de la loi, les « regole » et les associations similaires de Carnie. Il distinguait entre les biens dont l'administration avait été confiée aux « regole » et les biens dont elles possédaient les titres de propriété. Les premiers devaient être remis aux communes soit en tant que propriétaire, soit en tant que représentant des hameaux qu'elle fédéraient. Les seconds devaient être lotis et les lots répartis entre les membres des « regole ». Le décret prévoyait encore que si les « regole » ne produisaient pas, dans un certain délai, la documentation relative aux biens qu'elles détenaient, ceux-ci passeraient dans leur totalité sous le contrôle des communes mais que les « regole » concernées en resteraient le propriétaire légal.
Dans le Cadore et dans les environs de Belluno, les « regole » ne lotirent pas, à part dans quelques cas, les bois et les pâturages pour des raisons pratiques. Ces biens fonciers n'étaient utiles que s'ils restaient entiers : un alpage réduit en charpie ne servait à personne. Les propriétaires voulaient rester unis conformément à la tradition et ne craignaient pas d'en perdre l'administration du moment qu'ils en restaient propriétaires.

### Sous le royaume de Lombardie-Vénétie
L'administration du royaume de Lombardie-Vénétie ne changea rien au statut bancal des « regole » qui avait résulté de l'application au royaume d'Italie des principes d'administration en vigueur sur le territoire de l'Empire français.

## Statut actuel

### Selon les lois nationales
Le décret législatif no 1104 du 3 mai 1948, reconnait aux « regole » de la « Magnifica Comunita' Cadorina », constituées selon les normes de leurs statuts (traditionnellement appelés « Laude » la personnalité juridique de droit public aux fins de la conservation et de l'amélioration des biens forestiers et pastoraux qui leur appartiennent, de la gestion et de la jouissance de l'administration de ces biens et de la gestion des produits qui en proviennent.
L'article 2 du même décret établit le caractère indivisible et incessible des biens des « regole » et le  fait qu'ils sont voués à perpétuité à un usage forestier et pastoral. Les produits de l'exploitation des biens fonciers des « regole » après que les familles propriétaires y ont prélevé les droits de pacages, le bois et ce qui est nécessaire à l'entretien des lieux, ne peut être partagé entre elles, mais doit être soit affecté aux ressources de la commune sur laquelle elles ont leur siège ou dépensé pour subvenir, à la place de la commune à des obligations qui incombent à celle-ci.
L'article 3 du même décret précise que les biens forestiers et pastoraux qu étaient à cette date gérés par les mairies de quartier (« frazioni comunali », pourront être, par l'Assemblée des ayants droit de chaque « regola », réservés à la commission administrative de celle-ci, ou confiés à la commune dans laquelle elle a son siège pour être gérés conformément à ses statuts « Laude »).
Chaque « regola » doit déposer à la préfecture la liste nominative de ses membres, la description cadastrée de ses biens fonciers et ses statuts. Ceux-ci sont validés par le conseil administratif de la province (« Giunta provinciale amministrativa » qui doit consulter à leur sujet le conseil de la communauté de montagne du Cadoro (« Consiglio  della  Magnifica  Comunita'  Cadorina »).
La loi nationale no 991 du 25 juillet 1952 a reconnu, en son article 34, aux « regole », sous le nom de « Comunioni familiari » (communions de familles), qui gèrent des biens dévolus à des activités agricoles, pastorales ou forestières, la jouissance et le droit de les administrer conformément à leur statut et dans le respect des coutumes qui leur avaient été reconnues par les formes antérieures du droit qui s'appliquaient aux territoires où elles sont situées.
La loi nationale no 1102 du 3 décembre 1972 a reconnu, en son article 10, aux « Comunioni familiari » le droit de se régir en fonction de leurs statuts et de leurs coutumes. Le même article a reconnu aussi explicitement la qualité de « Comunioni familiari » aux « Regole Ampezzane » de Cortina d'Ampezzo,  aux « Regole » du Val Comelico (it), aux « societa' di antichi » (sociétés de droits anciens ) originaires de Lombardie, et aux « servitu' » du Val Canale. Cet article confie aux régions la responsabilité d'établir les règles relatives à la publicité des statuts et des représentants légaux de ces structures. 
L'article 11 de la même loi établit une distinction entre le « patrimonio antico » des « comunioni familiari » qui doit être cadastré comme inaliénable, incessible et dévolu à des activités agricoles, pastorales ou forestières, et les biens qu'elles peuvent acquérir pour diverses raisons. Seuls les biens dont elles sont devenues propriétaires après 1952 peuvent faire l'objet de transactions ordinaires. Pour tout ce qu'elles possédaient avant cette date, la loi régionale définit les limites, les conditions et les contrôles qui permettent d'en détourner temporairement l'usage pour les concéder à d'autres usages que l'exploitation forestière. Ces concessions sont néanmoins contrôlées par l'autorité régionale compétente en matière de gestion forestière.
La loi nationale no 97 du 31 janvier 1994 a établi, en son article 3, les dispositions qui guident la rédaction des lois régionales relatives aux « Organizzazioni montane per la gestione di beni agro-silvo-pastorali » (Organisations de montagne vouées à la gestion des biens agricoles-forestiers-pastoraux). Elle s'applique également aux associations qui avaient été créées dans le cadre de la loi nationale no 397 du 4 août 1894,. Cette loi reconnait à ces structures la personnalité juridique de droit privé, garantit leur autonomie en matière de statut, et enjoint aux régions de fixer les règles relatives :
- À l'utilisation éventuelles de portion du « patrimonio antico » à des activités qui n'entrent pas dans le champ agricole-forestier et pastoral, tout en le préservant ou en le valorisant.
- Aux garanties de la participation des représentants élus des propriétaires à la gestion de l'association lorsque les statuts de celles-ci ne contiennent pas de règles qui concernent la discipline financière qu'ils doivent respecter.
- À la publicité des biens de ces associations, des listes et des délibérations des propriétaires et des détenteurs d'un droit d'usage sur ces biens.
- À la coordination entre ces organisations et les diverses autres structures locales (communes et communautés de montagne notamment) tant pour parer à l'inertie de certaines d'entre elles que pour garantir leur implication dans les choix, en matière d'urbanisation, de gestion forestière, d'environnement et de promotion de la culture populaire, effectués au niveau local[6].